# Szafari (film, 2009)
A Szafari (eredeti cím: Safari) 2009-ben bemutatott francia vígjáték. A filmet Olivier Baroux rendezte, a forgatókönyvet rajta kívül Richard Grandpierre, Pascal Plisson, Jean-Paul Bathany és Romain Protat írta, a zenét pedig Martin Rappeneau szerezte. A történet egy francia túracsoport kalandjait követi nyomon, akik Afrikába indulnak el szafarizni. A főszereplők közt megtalálható Kad Merad, Lionel Abelanski, Valérie Benguigui, Frédérique Bel és Guy Lecluyse.
Franciaországban 2009. április 1-jén mutatták be a mozikban, Magyarországon a FilmBox Premium csatorna adta le először 2012. február 15-én.

## Cselekmény
Hat francia turista arra vállalkozik, hogy Dél Afrikába utaznak egy szafari körútra. Az utat Richard Dacier vezeti, aki régóta nem vezetett túrát és már fél az állatoktól, útjukat ezen kívül pornófüggők, nőgyülölő bennszülöttek és fegyverkereskedők is nehezítik.
Hat francia turista úgy döntött, hogy felfedezik Dél-Afrika során a Safarit, Richard Dacier által szervezett utat. Aztán nem tudták, hogy a vezetőjük (Kad Merad) nem tette be a lábát a bokorba harminc éve ... és most fél az állatoktól!

## Szereplők
| Szereplő        | Színész           | Magyar hang   |
| --------------- | ----------------- | ------------- |
| Richard Dacier  | Kad Merad         | Orosz István  |
| Benoît          | Lionel Abelanski  | Takátsy Péter |
| Magalie         | Valérie Benguigui |               |
| Fabienne        | Frédérique Bel    |               |
| Bertrand        | Guy Lecluyse      | Németh Gábor  |
| Rémi            | David Saracino    | Juhász Zoltán |
| Charles         | Nicolas Marié     | Rosta Sándor  |
| Bako            | Greg Germain      | Bolla Róbert  |
| Becker          | Frédéric Proust   |               |
| Sagha           | Yannick Noah      |               |
| Youssouf Hammal | Omar Sy           | Varga Rókus   |